# Magnum P.I. (serie de televisión de 2018)
Magnum P.I. (Magnum en España) es una serie de televisión estadounidense de drama policíaco, reinicio de la serie del mismo nombre creada por Donald P. Bellisario y Glen A. Larson. La serie fue ordenada el 11 de mayo de 2018, siendo protagonizada por Jay Hernandez, Perdita Weeks, Zachary Knighton, Stephen Hill y Tim Kang.
En de mayo de 2022, la serie fue cancelada tras cuatro temporadas, después de que CBS no llegara a un nuevo acuerdo con NBCUniversal, el titular de los derechos de la serie, a pesar de ser un programa top 25 en audiencias. El 30 de junio de 2022, la serie fue adquirida por NBC con un pedido de dos temporadas y veinte episodios. La quinta temporada se estrenó el 19 de febrero de 2023. En junio de 2023, se anunció de que la quinta temporada será la última. La serie finalizó el 3 de enero de 2024.

## Reparto

### Principales
- Jay Hernandez como Thomas Magnum
- Perdita Weeks como Juliet Higgins
- Zachary Knighton como Orville «Rick» Wright
- Stephen Hill como Theodore «TC» Calvin
- Amy Hill como Kumu
- Tim Kang como Detective Gordon Katsumoto

### Recurrentes
- Domenick Lombardozzi como Sebastian Nuzo (temporada 1; invitado temporadas 2 y 4)
- Corbin Bernsen como Francis «Icepick» Hofstetler
- Christopher Thornton como Kenny "Shammy" Shamberg
- Bobby Lee como Jin Jeong (temporadas 2–4)
- Betsy Phillips como Suzy Madison (temporada 3; invitada temporadas 2 y 4)
- Jay Ali como el Dr. Ethan Shah (temporada 3; invitado temporada 4)
- Lance Lim como Dennis Katsumoto (temporada 3; invitado temporada 4)
- Chantal Thuy como la detective Lia Kaleo (temporada 4)
- Martin Martinez como Cade Jensen (temporada 4)
- Michael Delara como Gabriel Santos (temporada 4)
- Michael Rady como el detective Chris Childs

### Invitados
- Kimee Balmilero como la médico forense Noelani Cunha y personaje cruzado de Hawaii Five-0.[8]
- Taylor Wily como el empresario Kamekona Tupuola y personaje cruzado de Hawaii Five-0[9]
- Alex O'Loughlin como el Teniente Comandante Steven "Steve" McGarrett y el personaje de Crossover de Hawaii Five-0

## Episodios
| Temporada | Temporada | Episodios | Episodios            | Emisión original         | Emisión original    | Emisión original |
| Temporada | Temporada | Episodios | Episodios            | Primera emisión          | Última emisión      | Cadena           |
| --------- | --------- | --------- | -------------------- | ------------------------ | ------------------- | ---------------- |
|           | 1         | 20        | 20                   | 24 de septiembre de 2018 | 25 de marzo de 2019 | CBS              |
|           | 2         | 20        | 14                   | 27 de septiembre de 2019 | 31 de enero de 2020 | CBS              |
| 6         | 2         | 20        | 10 de abril de 2020  | 8 de mayo de 2020        |                     | CBS              |
|           | 3         | 16        | 16                   | 4 de diciembre de 2020   | 7 de mayo de 2021   | CBS              |
|           | 4         | 20        | 20                   | 1 de octubre de 2021     | 6 de mayo de 2022   | CBS              |
|           | 5         | 20        | 10                   | 19 de febrero de 2023    | 23 de abril de 2023 | NBC              |
| 10        | 5         | 20        | 4 de octubre de 2023 | 3 de enero de 2024       |                     | NBC              |

## Producción

### Desarrollo
El 20 de octubre de 2017, la serie original ha firmado para producir una serie de remakes con Peter M. Lenkov y Eric Guggenheim para CBS, que posee los derechos de Magnum, P.I. a través de su adquisición de la original Bellisarius Production y Universal Television. En febrero de 2018, se anunció que la CBS tenía luz verde para la producción de un episodio piloto escrito tanto por Lenkov como por Guggenheim, también dirigido por Justin Lin desde The Fast and the Furious.
El 11 de mayo de 2018, la cadena recogió la serie. El cocreador y productor ejecutivo Peter M. Lenkov servirá como el showrunner. El 16 de mayo de 2018, CBS lanzó un primer tráiler de video para una nueva serie. El episodio piloto fue transmitido como un avance especial antes del panel de la serie en el San Diego Comic-Con.
El 19 de julio de 2018, se anunció que la serie está programada para ver múltiples crossovers con la novena temporada de Hawaii Five-0. Lenkov confirmó que Kimee Balmilero y Taylor Wily harán apariciones de invitados como sus personajes en Hawaii Five-0, la examinadora médica Noelani Cunha y el empresario Kamekona Tupuola respectivamente. Balmilero está listo para aparecer en el episodio uno mientras que Wily está listo para aparecer en el episodio dos. Mientras tanto, el personaje de Alex O'Loughlin, Steve McGarrett, está a punto de cruzarse con el personaje de Hernández más adelante en la temporada.
El miércoles 22 de agosto de 2018, con la llegada prevista de Huracán Lane, un huracán de categoría 4, en Hawái, la CBS informó que "estaban monitoreando de cerca la situación" pero que la producción continuaría según lo planeado Al día siguiente, CBS suspendió temporalmente la producción de ambos Magnum P.I. y Hawaii Five-0 hasta nuevo aviso.

### Casting
El 20 de febrero de 2018, Jay Hernández fue anunciado como el nuevo Magnum. El 2 de marzo de 2018 se anunció que Perdita Weeks interpretará a Juliet Higgins. Según un anuncio del 16 de mayo de 2018, el mejor amigo de Magnum de los Marines de EE. UU., Rick Wright, será representado por Zachary Knighton. Tres días después, se anunció que otro de los amigos de Magnum, Theodore "T.C" Calvin, será interpretado por Stephen Hill. El 20 de julio de 2018, se anunció que Tim Kang se uniría al elenco como detective del Departamento de Policía de Honolulu Gordon Katsumoto, quien desarrollará una rivalidad amistosa con Magnum a medida que trabajen los casos. Finalmente, el 25 de julio de 2018 se anunció que Amy Hill había sido elegida en un papel recurrente.

### Filmación
El rodaje de la primera temporada comenzó el 23 de julio de 2018 con una bendición tradicional hawaiana.

### Cancelación y renovación
El 12 de mayo de 2022, CBS canceló la serie tras cuatro temporadas. El 2 de junio de 2022, Deadline Hollywood informó de que se estaban llevando a cabo negociaciones para que la serie pudiera ser emitida por NBC y/o USA Network. Para ello sería necesario llegar a un acuerdo con CBS Studios antes del 30 de junio de 2022, fecha en la que finalizan las opciones de los contratos de los miembros del reparto. El 30 de junio de 2022, la serie fue adquirida por NBC con un pedido de veinte episodios, repartidos en dos temporadas, con la opción de más episodios. La quinta temporada se estrenó el 19 de febrero de 2023. El 23 de junio de 2023, NBC anunció que la quinta temporada será la última. El 15 de diciembre de 2023, se reveló que la quinta temporada terminará con un final de dos horas el 3 de enero de 2024.

## Recepción

### Audiencias
| Temporada | Horario (ET)       | Cadena | Episodios | Primera emisión          | Primera emisión      | Última emisión     | Última emisión       | Ranking | Prom. de espectadores (millones) |
| Temporada | Horario (ET)       | Cadena | Episodios | Fecha                    | Audiencia (millones) | Fecha              | Audiencia (millones) | Ranking | Prom. de espectadores (millones) |
| --------- | ------------------ | ------ | --------- | ------------------------ | -------------------- | ------------------ | -------------------- | ------- | -------------------------------- |
| 1         | lunes 10:00 p. m.  | CBS    | 20        | 24 de septiembre de 2018 | 8.12                 | 1 de abril de 2019 | 5.54                 | 37      | 8.36                             |
| 2         | viernes 8:00 p. m. | CBS    | 20        | 27 de septiembre de 2019 | 6.40                 | 8 de mayo de 2020  | 6.09                 | 26      | 8.91                             |
| 3         | viernes 8:00 p. m. | CBS    | 16        | 4 de diciembre de 2020   | 5.50                 | 7 de mayo de 2021  | 5.00                 | 24      | 7.48                             |
| 4         | viernes 8:00 p. m. | CBS    | 20        | 1 de octubre de 2021     | 5.23                 | 6 de mayo de 2022  | 5.06                 | 24      | 7.34                             |
| 5         | domingo 9:00 p. m. | NBC    | 20        | 19 de febrero de 2023    | 3.87                 | 3 de enero de 2024 | 3.48                 | —       | —                                |